# جيمس إم. بينيت
جيمس إم. بينيت (بالإنجليزية: James M. Bennett)‏ هو محامي أمريكي، ولد في 11 أبريل 1948 في الولايات المتحدة.